# El mago (pel·lícula de 2004)
El mago és una pel·lícula mexicana del 2004, dirigida per Jaime Aparicio. La pel·lícula és l'opera prima d'Aparicio, ja que ha dedicat la major part de la seva carrera a treballar en televisió. Fa un retrat brutal de la marginalitat del a Ciutat de Mèxic. La pel·lícula va ser produïda pel CUEC (Centro Universitario de Estudios Cinematográficos), de la Universitat Nacional Autònoma de Mèxic.

## Argument
Tadeo (Erando González) és un solitari mag de carrer que actua per unes monedes. Un dia s'assabenta que té un tumor i que li queda poc temps de vida. Llavors s'adona del nou sentit que la seva vida té i es decideix a visitar a Raquel (Julissa), una antiga companya a qui va decidir deixar. Mentrestant coneixerà a Morgana (Maya Zapata), una jove mare soltera que viu en el mateix veïnatge que Tadeo.

## Repartiment
- Erando González		...	Tadeo
- Julissa		...	Raquel
- Gustavo Muñoz		...	Félixx
- Maya Zapata	...	Morgana
- Juan Ángel Esparza	...	Carlos
- Claudia Goytia		...	Chica Maravilla
- Carlos Cardán		...	Andy
- Zaide Silvia Gutiérrez	...	Mare

## Reconeixements
- Zenith d'Or al Festival Internacional de Cinema de Mont-real.[3]
- Millor Pel·lícula Mexicana al Festival Internacional de Cinema de Guadalajara.[4]
- En la XLVIII edició dels Premis Ariel fou nominada a la millor opera prima.[5]